# Bielsk (województwo pomorskie)
Bielsk – wieś kociewska w Polsce położona w województwie pomorskim, w powiecie tczewskim, w gminie Morzeszczyn przy drodze wojewódzkiej nr 623.
W latach 1945–1998 miejscowość należała do województwa gdańskiego. Przed rozbiorami własność cystersów z Pelplina.

## Zabytki
Według rejestru zabytków NID na listę zabytków wpisane są:
- park dworski, k. XVIII/XIX, nr rej.: A-1293 z 24.11.1989
- budynek gospodarczy, nr rej.: j.w.